# 七宗町役場
七宗町役場（ひちそうちょうやくば）は、地方公共団体である岐阜県加茂郡七宗町の組織が入る施設（役場）。

## 概要
- 現在の庁舎は1959年（昭和34年）5月、七宗村役場庁舎として竣工[1]。1971年（昭和46年）4月1日に七宗村の町制施行により、七宗町役場となる。

## 業務時間
- 月曜日から金曜日の8時30分から17時15分（土曜日・日曜日・祝日・年末年始を除く）

## 業務内容
- 総務課
- 税務課
- 企画課
- 住民課
- 農林課
- 土木建設課
- 水道課
- 教育課
- 七宗町 議会事務局（2階に会議場がある、また、会議の模様はインターネットで拝聴できる[2]）

## 支所
- 神渕支所

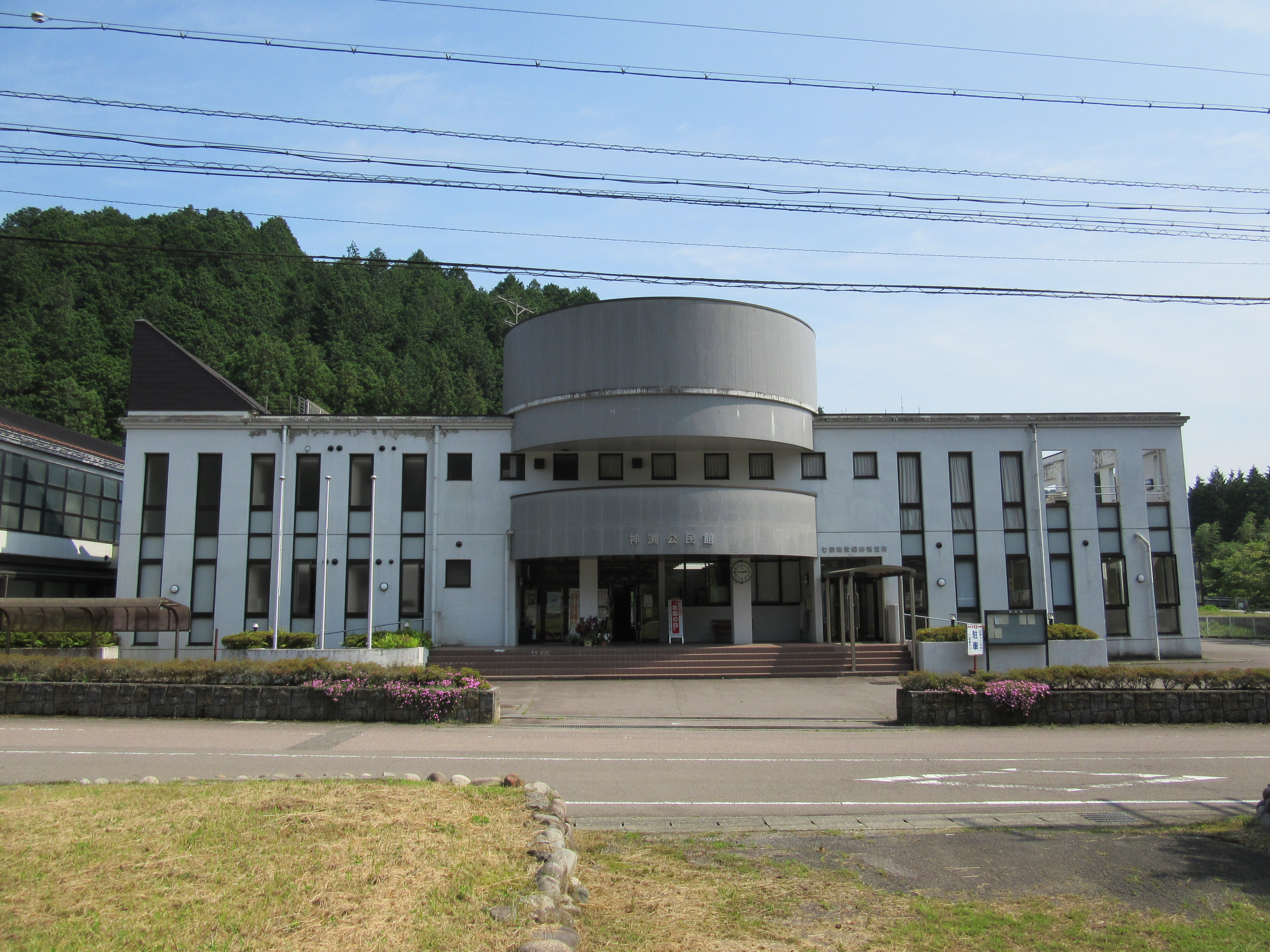
七宗町役場神渕支所

  - 七宗町神渕4525-4　（神渕コミュニティーセンターに併設）

## 交通アクセス
- 高山本線「上麻生駅」下車、徒歩約5分。